# Sylvain Kastendeuch
Sylvain Kastendeuch, né le 31 août 1963 à Hayange, est un footballeur international français. Il joue au poste de libéro, même s'il joue quelques saisons arrière latéral en début de carrière. 
Il commence sa carrière professionnelle en 1982 au FC Metz puis joue à l'AS Saint-Étienne et au Toulouse FC avant de revenir au FC Metz. Il remporte avec les Messins la coupe de France en 1988 et la coupe de la Ligue en 1996. Il compte également neuf sélections en équipe de France de 1987 à 1989.
Avec 577 matchs disputés en division 1, il est le sixième joueur à avoir disputé le plus de rencontres en championnat de France et un des rares défenseurs à n'avoir jamais pris de carton rouge lors de sa carrière, longue de 19 ans au haut niveau.
De 2006 à 2022, il est coprésident de l'UNFP aux côtés de Philippe Piat. Il est également président de la Fédération Nationale des Associations et des Syndicats de Sportifs, le syndicat des footballeurs, rugbymen, basketteurs, handballeurs et cyclistes.

## Biographie
Sylvain Kastendeuch découvre le football au sein du FC Mackwiller puis rejoint l'ASPTT Metz. En fin de saison 1980, il dispute la finale de la coupe nationale des cadets avec l'équipe de la ligue de Lorraine. Les deux équipes font match nul deux partout, et aux pénaltys, les Lorrains s'inclinent face aux Normands. L'année suivante, il découvre avec son club le championnat de France de division 3 où il est repéré par le grand club voisin, le FC Metz.
Il signe chez les « Grenats » en 1981 et intègre le centre de formation. Henryk Kasperczak le fait débuter en équipe première lors de la huitième journée de la saison 1982-1983, le 24 septembre 1982, lors d'une rencontre à l'extérieur face  à l'AS Saint-Étienne. Il entre à la mi-temps en remplacement de Marco Morgante, le match se termine sur une défaite trois à un. Il connaît sa première titularisation comme arrière droit au match retour contre l'AS Saint-Etienne, lors de la 26e journée. Le match se solde sur un match nul un partout. La même année avec la réserve messine, il remporte le groupe Est de division 3, performance réédité l'année suivante. En 1984, il fait son service militaire au bataillon de Joinville et le FC Metz le prête alors au Red Star, club de division 2, où il réalise une saison complète comme titulaire sous les ordres de Georges Eo.
De retour au FC Metz, Marcel Husson le fait jouer arrière droit, le poste de libéro étant occupé par Fernando Zappia. À ce poste, Il se fait remarquer par les sélectionneurs et le 18 novembre 1986, il joue avec l'équipe de France olympique contre l'Allemagne de l'Est. Les deux équipes se séparent sur un match nul un à un. Avec son club, il remporte, le 9 décembre 1986, la coupe d'été face à l'AS Cannes sur le score de deux à un. Au départ de Zappia, il devient titulaire au poste de libéro dans son club et Henri Michel le fait débuter en équipe de France A, le 18 novembre 1987, dans un match contre l'Allemagne de l'Est qualificatif pour le championnat d'Europe 1988. La France s'incline au Parc des Princes sur le score de 1-0. Associé à Basile Boli en défense centrale, il remporte avec les Bleus le tournoi de France le 5 février 1988. Les Français s'imposent deux à un en finale face au Maroc. Avec le FC Metz dont il est le capitaine, il dispute en fin de saison la coupe de France face au FC Sochaux en ne rencontrant durant toute la compétition que des clubs de division 2. Les Messins s'imposent dans la séance de tirs au but après un match nul un à un dans les 120 minutes de jeu, Sylvain Kastendeuch marquant le cinquième tir synonyme de victoire.
La saison suivante, Michel Platini, le nouveau sélectionneur, le conserve à son poste de libéro face à la Yougoslavie en novembre 1988, défaite trois à deux, puis le fait jouer arrière gauche contre l'Irlande, match nul zéro partout, pour sa dernière sélection en bleu, le 7 février 1989. Encore sur le banc des remplaçants le match suivant face à l'Écosse, il quitte ensuite le groupe France victime de la concurrence de Franck Sauzée et du retour de Patrick Battiston, Michel Platini trouve également qu'il « n'a pas le physique de l'emploi ». En club, il continue à être un des éléments de base des Grenats et ne rate que quatre matchs de championnat sur la période 1985-1990, il devient également diplômé de l'ESC Reims en 1990.
En 1990, il quitte le FC Metz et signe à l'AS Saint-Étienne pour « [s']enrichir au niveau humain ». Le 15 septembre 1990, lors du match de derby AS Saint-Étienne contre l'Olympique lyonnais au stade Geoffroy-Guichard de la 9e journée de championnat, Sylvain Kastendeuch inscrit un but contre son camp à la 80e minute, permettant aux Gones de s'imposer 1-0 alors que Les Verts avaient « outrageusement » dominé le rencontre,,. Il devient un des éléments clé du club stéphanois qui finissent 7e en 1993 avec la seconde meilleure défense du championnat et atteignent les demi-finales de la coupe de France où les Verts s'inclinent un à zéro face au FC Nantes. À l'intersaison, le président André Laurent est démis de ses fonctions et le nouveau président Yves Guichard et le directeur sportif Jean-Michel Larqué recrutent Laurent Blanc.  Sylvain Kastendeuch est considéré par les nouveaux dirigeants comme un remplaçant et il quitte le club, en août 1993, pour rejoindre le Toulouse FC entraîné par Alain Giresse. En fin de saison, le club toulousain termine 19e et est relégué, Sylvain Kastendeuch retourne alors au FC Metz.
Avec son retour et l'éclosion de Robert Pirès, le FC Metz connaît alors ses meilleures années. Le club atteint les demi-finales de Coupe de France et termine 8e du championnat en 1994-1995 puis 4e en 1995-1996 avec un succès en Coupe de la Ligue face à l'Olympique lyonnais dans la séance de tirs au but où il rate le premier tir des Messins. L'année suivante qui voit les Grenats terminer 5e est le début, pour Sylvain Kastendeuch, d'une série de 120 matches consécutifs de championnat disputés entre le 13 novembre 1996 et le 9 avril 2000.
L'année suivante, les Messins réalisent la plus belle saison de leur histoire et sont champion d'automne à la fin des matchs allers. Une défaite à domicile face à leur second, le RC Lens leur fait quitter la première place du championnat et les Grenats terminent vice-champion de France à la différence de buts. Sylvain Kastendeuch et ses coéquipiers connaissent un début de saison 1998-1999 très difficile, ils ne prennent qu'un point en trois journées de championnat et se retrouvent éliminés de la ligue des champions par le HJK Helsinki. Reversés en coupe de l'UEFA, ils sont également battus dans cette compétition par l'Étoile rouge de Belgrade malgré un but des 30 mètres de Kastendeuch au match retour. En fin de saison, le club atteint la finale de la coupe de la Ligue où ils retrouvent le RC Lens, ils s'inclinent sur le score de un à zéro.
Sylvain Kastendeuch décide de mettre fin à sa carrière en 2001 après 19 ans au haut niveau, sans avoir pris un carton rouge, et 440 matchs disputés en championnat pour le FC Metz. Lors de son dernier match professionnel, contre les Girondins de Bordeaux en 2001, il est assommé par le ballon et doit sortir dès les premiers instants du match. En effet, à la 6e minute de jeu, sur un centre tendu du Bordelais Jérôme Bonnissel, il reçoit en plein visage le ballon et tombe, inconscient. Il est remplacé dans la foulée, puis est évacué à l'hôpital durant la seconde mi-temps, avant de passer la nuit en observation.
Entre-temps, il intègre l'équipe de campagne de Jean-Marie Rausch pour les municipales de Metz et devient en mars 2001 maire-adjoint chargé de la jeunesse et des sports, poste qu'il occupe jusqu'en 2008 et la défaite aux élections municipales des élus sortants. En 2006, il est élu coprésident de l'UNFP, le syndicat des joueurs professionnels, aux côtés de Philippe Piat, puis réélus en 2008, 2010, 2012 et 2016. Il est également président de la Fédération Nationale des Associations et des Syndicats de Sportifs, le syndicat des footballeurs, rugbymen, basketteurs, handballeurs et cyclistes. Il quitte la coprésidence de l'UNFP en décembre 2022 et prend la direction d'un fonds de dotation lancé par ce syndicat.
D'une correction exemplaire, surnommé le « Laurent Blanc lorrain », il est l'un des rares défenseurs à n'avoir jamais pris le moindre carton rouge au cours de sa carrière. Il est aussi l’un des rares anciens joueurs à avoir pris la défense des arbitres, il déclare ainsi dans les colonnes de France Football : « Un arbitre ne fait jamais exprès de se tromper. Si un arbitre prend la mauvaise décision, c'est parce qu'il a mal vu l'action ou parce qu'il ne l'a pas vue du tout. ».
En 2022, le magazine So Foot le classe dans le top 1000 des meilleurs joueurs du championnat de France, à la 61e place.

## Statistiques
Le tableau ci-dessous résume les statistiques en match officiel de Sylvain Kastendeuch durant sa carrière de joueur professionnel,,. 
| Saison                | Club                  | Championnat           | Championnat | Championnat | Coupe(s) nationale(s) | Coupe(s) nationale(s) | Compétition(s) continentale(s) | Compétition(s) continentale(s) | Compétition(s) continentale(s) | France | France | Total | Total |
| Saison                | Club                  | Division              | M.          | B.          | M.                    | B.                    | Comp.                          | M.                             | B.                             | M.     | B.     | M.    | B.    |
| 1982-1983             | FC Metz               | Division 1            | 3           | 0           | 1                     | 0                     | -                              | -                              | -                              | -      | -      | 4     | 0     |
| 1983-1984             | FC Metz               | Division 1            | 16          | 0           | 2                     | 0                     | -                              | -                              | -                              | -      | -      | 18    | 0     |
| Sous-total            | Sous-total            | Sous-total            | 19          | 0           | 3                     | 0                     | -                              | -                              | -                              | -      | -      | 22    | 0     |
| 1984-1985             | AS Red Star 93 (prêt) | Division 2            | 34          | 3           | 5                     | 0                     | -                              | -                              | -                              | -      | -      | 39    | 3     |
| Sous-total            | Sous-total            | Sous-total            | 34          | 3           | 5                     | 0                     | -                              | -                              | -                              | -      | -      | 39    | 3     |
| 1985-1986             | FC Metz               | Division 1            | 37          | 0           | 1                     | 0                     | C3                             | 2                              | 0                              | -      | -      | 40    | 0     |
| 1986-1987             | FC Metz               | Division 1            | 38          | 1           | 1                     | 0                     | -                              | -                              | -                              | -      | -      | 39    | 1     |
| 1987-1988             | FC Metz               | Division 1            | 38          | 2           | 10                    | 1                     | -                              | -                              | -                              | 5      | 0      | 53    | 3     |
| 1988-1989             | FC Metz               | Division 1            | 37          | 0           | 1                     | 0                     | C2                             | 1                              | 0                              | 4      | 0      | 43    | 0     |
| 1989-1990             | FC Metz               | Division 1            | 38          | 1           | 3                     | 0                     | -                              | -                              | -                              | -      | -      | 41    | 1     |
| Sous-total            | Sous-total            | Sous-total            | 188         | 4           | 16                    | 1                     | -                              | 3                              | 0                              | 9      | 0      | 216   | 5     |
| 1990-1991             | AS Saint-Étienne      | Division 1            | 38          | 3           | 2                     | 2                     | -                              | -                              | -                              | -      | -      | 40    | 5     |
| 1991-1992             | AS Saint-Étienne      | Division 1            | 28          | 5           | 1                     | 0                     | -                              | -                              | -                              | -      | -      | 29    | 5     |
| 1992-1993             | AS Saint-Étienne      | Division 1            | 38          | 5           | 5                     | 0                     | -                              | -                              | -                              | -      | -      | 43    | 5     |
| 1993-1994             | AS Saint-Étienne      | Division 1            | 1           | 0           | -                     | -                     | -                              | -                              | -                              | -      | -      | 1     | 0     |
| Sous-total            | Sous-total            | Sous-total            | 105         | 13          | 8                     | 2                     | -                              | -                              | -                              | -      | -      | 113   | 15    |
| 1993-1994             | Toulouse FC           | Division 1            | 33          | 2           | 2                     | 0                     | -                              | -                              | -                              | -      | -      | 35    | 2     |
| Sous-total            | Sous-total            | Sous-total            | 33          | 2           | 2                     | 0                     | -                              | -                              | -                              | -      | -      | 35    | 2     |
| 1994-1995             | FC Metz               | Division 1            | 34          | 5           | 6                     | 2                     | -                              | -                              | -                              | -      | -      | 40    | 7     |
| 1995-1996             | FC Metz               | Division 1            | 38          | 4           | 7                     | 0                     | CI                             | 6                              | 0                              | -      | -      | 51    | 4     |
| 1996-1997             | FC Metz               | Division 1            | 37          | 0           | 3                     | 0                     | C3                             | 6                              | 0                              | -      | -      | 46    | 0     |
| 1997-1998             | FC Metz               | Division 1            | 34          | 0           | 6                     | 0                     | C3                             | 4                              | 1                              | -      | -      | 44    | 1     |
| 1998-1999             | FC Metz               | Division 1            | 34          | 0           | 8                     | 0                     | C1+C3                          | 2+2                            | 0+1                            | -      | -      | 46    | 1     |
| 1999-2000             | FC Metz               | Division 1            | 33          | 0           | 4                     | 0                     | CI                             | 8                              | 0                              | -      | -      | 45    | 0     |
| 2000-2001             | FC Metz               | Division 1            | 22          | 0           | 1                     | 0                     | -                              | -                              | -                              | -      | -      | 23    | 0     |
| Sous-total            | Sous-total            | Sous-total            | 232         | 9           | 35                    | 2                     | -                              | 28                             | 2                              | -      | -      | 295   | 13    |
| Total sur la carrière | Total sur la carrière | Total sur la carrière | 611         | 31          | 69                    | 5                     | -                              | 31                             | 2                              | 9      | 0      | 720   | 38    |

| Matchs internationaux de Sylvain Kastendeuch | Matchs internationaux de Sylvain Kastendeuch | Matchs internationaux de Sylvain Kastendeuch | Matchs internationaux de Sylvain Kastendeuch | Matchs internationaux de Sylvain Kastendeuch | Matchs internationaux de Sylvain Kastendeuch | Matchs internationaux de Sylvain Kastendeuch            |
| #                                            | Date                                         | Lieu                                         | Adversaire                                   | Résultat                                     | Compétition                                  | Notes                                                   |
| -------------------------------------------- | -------------------------------------------- | -------------------------------------------- | -------------------------------------------- | -------------------------------------------- | -------------------------------------------- | ------------------------------------------------------- |
| 1                                            | 18 novembre 1987                             | Parc des Princes, Paris, France              | Allemagne de l'Est                           | D 0 - 1                                      | Éliminatoires de l'Euro 1988                 | Titulaire.                                              |
| 2                                            | 2 février 1988                               | Stadium, Toulouse, France                    | Suisse                                       | V 2 - 1                                      | Match amical                                 | Titulaire.                                              |
| 3                                            | 5 février 1988                               | Stade Louis-II, Monaco                       | Maroc                                        | V 2 - 1                                      | Match amical                                 | Titulaire.                                              |
| 4                                            | 23 mars 1988                                 | Parc Lescure, Bordeaux, France               | Espagne                                      | V 2 - 1                                      | Match amical                                 | Titulaire.                                              |
| 5                                            | 27 avril 1988                                | Windsor Park, Belfast, Irlande du Nord       | Irlande du Nord                              | N 0 - 0                                      | Match amical                                 | Titulaire.                                              |
| 6                                            | 24 août 1988                                 | Parc des Princes, Paris, France              | Tchécoslovaquie                              | N 1 - 1                                      | Match amical                                 | Titulaire.                                              |
| 7                                            | 28 septembre 1988                            | Parc des Princes, Paris, France              | Norvège                                      | V 1 - 0                                      | Éliminatoires de la Coupe du monde 1990      | Entre en jeu à la place de Basile Boli à la 63e minute. |
| 8                                            | 19 novembre 1988                             | Stadion JNA, Belgrade, Yougoslavie           | Yougoslavie                                  | D 2 - 3                                      | Éliminatoires de la Coupe du monde 1990      | Titulaire.                                              |
| 9                                            | 7 février 1989                               | Dalymount Park, Dublin, Irlande              | République d'Irlande                         | N 0 - 0                                      | Match amical                                 | Titulaire.                                              |

## Palmarès

### En club
- Vainqueur de la Coupe de France en 1988 avec le FC Metz
- Vainqueur de la Coupe de la Ligue en 1996 avec le FC Metz
- Finaliste de la Coupe de la Ligue en 1999 avec le FC Metz
- Finaliste de la Coupe Intertoto en 1996 et en 1999 avec le FC Metz
- Champion du groupe Est de Division 3 en 1983 et en 1984 avec la réserve du FC Metz
- Vainqueur de la Coupe d'Été en 1986 avec le FC Metz
- Finaliste de la Coupe Nationale Cadets en 1980 avec la Ligue de Lorraine

### En équipe de France
- 9 sélections entre 1987 et 1989
- Vainqueur du Tournoi de France en 1988

## Distinctions individuelles et records
- Joueur le plus capé du FC Metz avec 515 matchs disputés dont 502 comme titulaire[36]
- 577 matchs en Division 1 : 5e joueur à avoir disputé le plus de rencontres dans l'histoire du championnat de France et 2e joueur de champ derrière Alain Giresse (586 matchs)[37].

## Décorations
- Chevalier de la Légion d'honneur (décret du 12 juillet 2013)[1]